# Indian National Football League 2000-2001
L'Indian National Football League 2000-2001 è stata la quinta edizione della National Football League il campionato professionistico indiano di calcio. È iniziato il 14 dicembre 2000 ed è concluso il 30 aprile 2001.

## Squadre
| Squadra             | Luogo                | Stadio                   |
| ------------------- | -------------------- | ------------------------ |
| Air India           | Mumbai               | Cooperage Ground         |
| Churchill Brothers  | Goa                  | Fatorda Stadium          |
| East Bengal         | Kolkata, West Bengal | Salt Lake Stadium        |
| ITI                 |                      |                          |
| JCT                 | New Delhi            | Ambedkar Stadium         |
| Mahindra Utd        | Mumbai               | Cooperage Ground         |
| Mohun Bagan         | Kolkata              | Salt Lake Stadium        |
| Salgaocar           | Vasco da Gama        | Fatorda Stadium          |
| SBI Kerala          | Thiruvananthapuram   | University Stadium       |
| Tollygunge Agragami | Tollygunge           | Rabindra Sarobar Stadium |
| Vasco               | Goa                  | Duler Stadium            |

## Classifica
|  | Pos. | Squadra             | Pt | G  | V  | N  | P  | GF | GS | DR  |
|  | ---- | ------------------- | -- | -- | -- | -- | -- | -- | -- | --- |
|  | 1.   | East Bengal         | 46 | 22 | 13 | 7  | 2  | 30 | 9  | +21 |
|  | 2.   | Mohun Bagan         | 45 | 22 | 13 | 6  | 3  | 40 | 19 | +21 |
|  | 3.   | Churchill Brothers  | 36 | 22 | 10 | 6  | 6  | 32 | 25 | +7  |
|  | 4.   | Kochin              | 34 | 22 | 9  | 7  | 6  | 28 | 31 | -3  |
|  | 5.   | Vasco               | 27 | 22 | 5  | 12 | 5  | 13 | 17 | -4  |
|  | 6.   | Salgaocar           | 26 | 22 | 8  | 2  | 12 | 23 | 26 | -3  |
|  | 7.   | Mahindra Utd        | 25 | 22 | 6  | 7  | 9  | 21 | 25 | -4  |
|  | 8.   | Tollygunge Agragami | 24 | 22 | 4  | 12 | 6  | 14 | 18 | -4  |
|  | 9.   | JCT                 | 23 | 22 | 4  | 11 | 7  | 17 | 22 | -5  |
|  | 10.  | ITI                 | 22 | 22 | 4  | 10 | 8  | 15 | 19 | -4  |
|  | 11.  | Air India           | 21 | 22 | 5  | 6  | 11 | 25 | 32 | -7  |
|  | 12.  | SBI Kerala          | 20 | 22 | 4  | 8  | 10 | 24 | 39 | -15 |

Legenda:

      Vincitrice della National Football League.

     Retrocessione